# Dodge Serie C
La Dodge Serie C è un pick-up prodotto dalla casa automobilistica statunitense Dodge dal 1954 al 1960.
Sostituì la serie B e fu soppiantata dalla serie D introdotta nel 1961. Derivati dalla vecchia serie B, adottavano un caratteristico parabrezza ricurvo.
Nel 1955 fu reso disponibile una trasmissione automatica "PowerFlite" a due velocità.
Le versioni con motore Hemi "Power Giant" vennero introdotte nel 1957, insieme con nuovi servosterzo e freni, un cambio automatico a tre velocità e un sistema elettrico a 12 volt.
Dopo un accordo tra Dodge e Studebaker, il pianale della Serie C venne utilizzato anche dalla gamma di pick-up Studebaker Champ.